# Tempelj Čangu Narajan
Starodavni hindujski tempelj Čangu Narajan stoji na visokem hribu, ki je znan tudi kot Čangu ali Dolagiri. Tempelj je bil obkrožen z gozdom magnolij (Magnolia champaca) in majhno vasjo, znano kot Čangu (Changu). Tempelj je v občini Changunarayan (Čangunarajan), okrožja Bhaktapur v Nepalu. Ta hrib je približno 12 km vzhodno od Katmanduja in nekaj kilometrov severno od Bhaktapurja. Ob hribu teče reka Manahara. To svetišče je posvečeno Višnuju in ga hindujci še posebej spoštujejo. Ta tempelj velja za najstarejši tempelj v zgodovini Nepala. Kralj Kashmiri je dal svojo hčer Champak, v zakonu knezu Bhaktapurja. Tempelj Changu Narayan je poimenovan po njej.

## Legenda o Čangu Narajan
V starih časih je Gvala ali kravji pastir prinesel kravo d brahmana, imenovanega Sudarshan. Kravo je bila znana, da je proizvajala velike količine mleka. Gvala je peljal kravo v Čangu za pašo. Takrat je bil Čangu gozd dreves Champak (vrsta magnolije). Med pašo je krava šla vedno v senco določenega drevesa. Zvečer, ko je Gvala vzel kravo domov in jo začel molsti, je dobil le zelo malo mleka. To se je nadaljevalo več dni. Zelo je bil žalosten, zato je poklical brahmana, naj pove, zakaj krava ne daje dovolj mleka. Po tem, ko je to opazil z lastnimi očmi, se je Sudarshan strinjal z Gwalo, da bi morali opazovati dnevne aktivnosti krave, ko se je pasla v gozdu. Brahmin in Gvala sta se skrila za drevesom. Na njuno presenečenje je iz drevesa prišel majhen črn fant in začel piti kravje mleko. Oba moža sta bila besna, ker sta mislila, da mora biti fant hudič in da mora biti drevo njegov dom. Brahman je tako posekal drevo. Ko ga je razrezal, je iz drevesa pritekla sveža človeška kri. Tako brahman kot Gwala sta bila zaskrbljena, saj sta verjela, da sta storila velik zločin in začela jokati. Višnu je prišel iz drevesa in povedal brahmanu in pastirju, da ni njuna krivda. Višnu je povedal zgodbo o tem, kako je storil grozljiv zločin, ker je nehote ubil Sudaršanovega očeta med lovom v gozdu. Po tem, ko je bil preklet zaradi zločina, je hodil po zemlji na gori "Garuda", sčasoma pa se je spustil na hrib v Čangu. Tam je živel v anonimnosti in preživel od mleka, ki ga je ukradel kravi. Ko je brahman posekal drevo, je bil Višnu obglavljen, kar ga je osvobodilo njegovih grehov. Ko sta slišala te besede od Višnuja, sta se brahman in Gwala odločila, da častita mesto in ustanovila majhen tempelj v imenu Višnuja. Od takrat je mesto sveto. Še danes najdemo Sudaršanove potomce kot duhovnike templja in Gvalove potomce kot Ghutiyar (konservatorje). Je tudi druga legenda. Pred približno 400 leti je živel mogočni bojevnik z imenom anjal. Še danes živi. Bil je najmočnejši v vsej državi. Še en bojevnik, znan po vsem Nepalu, imenovan Čangu, je izzival Pranjal. Čangu ga je premagal in osvojil srca nepalskih ljudi, tako da so mu poklonili ta tempelj.

## Fizični vidik
Tempelj Čangu Narajan stoji na vrhu hriba, obdan z gozdom dreves Champak. Na glavni poti do dvorišča templja je tudi človeško naselje. Ljudje iz skupnosti Nevarcev živijo v okolici Čangu Narajana. Z razvojem turizma je tukaj zrastlo veliko srednje velikih in majhnih hotelov, restavracij, trgovin s spominki, itd. Na poti do Čangunanarja, ki naj bi obstajal že od časa Lichhavidov, stoji starodavni kamen.

### Umetnost in arhitektura
Čangu Narajan velja za najstarejši Nepalski tempelj. Ostaja mejnik v arhitekturi nepalskega templja z bogatimi reliefnimi deli. Dvonadstropen pokrit tempelj stoji na visokem kamnitem podstavku. Po besedah profesorja Madhana Rima iz Oddelka za sociologijo in antropologijo, univerze Tribhuvan, tempelj ni niti v slogu šikare niti v slogu pagode. Ima arhitekturni slog, ki bi ga rad opisal kot tradicionalni nepalski tempelj. Številne podobne značilnosti najdemo v Gokarna Mahadev. Tempelj obdajajo kipi in umetnost, povezana z Višnujem. Znotraj dvorišča glavnega templja prav tako lahko najdemo templje bogov Šive, Ašta Matrike, boginje Čhinamaste, Kilešvorja in Krišne. Obstajajo štirje vhodi v tempelj in ta vrata so zavarovana s pari živali in mitoloških bitij, kot so levi, sarabhe (pol lev, pol ptica), grifini in sloni. Deset inkarnacij Višnuja in drugih idolov je vklesanih v opornike, ki podpirajo streho. Vhodna vrata so pozlačena z rezbarijami Nāaga (kače). Na glavnem vhodu (to so zahodna vhodna vrata) lahko na vrhu kamnitega stebra najdemo čakro, sankho, kamal in khadgo. Ti kamniti stebri imajo napis v sanskrtu. Napis velja za najstarejši napis v Nepalu, kamnit napis pa je postavil licchavidski kralj Manadeva leta 464 n. št. Naslednji spomeniki so ob vstopu  v tempelj z desne strani po vstopu od glavnega vhoda (vzhodna vrata) do dvorišča:
- Zgodovinski steber, ki ga je postavil Mandev leta 464 [1]
- Garuda: - leteče vozilo Višnuja, ki ima človeški obraz in je privrženec Višnuja.
- Kip Bhupalendra Malla, kralja Kantipurja in njegove kraljice Bhuvanlakšmi.
- Čanda Narajan (Garuda Narajan): - kamnita skulptura Višnuja iz 7. stoletja, ki se vozi na Garudi. Ta skulptura je bila upodobljena v bankovcu za 10 rupij, ki ga je izdala Nepal Rastra Bank
- Šridhar Višnu: - kamnita skulptura iz 9. stoletja Višnuja, Lašmija in Garude, ki stoji na podstavkih različnih motivov.
- Vaikuntha Višnu: - kip Višnuja iz 16. stoletja, ki sedi na lalitasanskem položaju na šestramih Garuda in Lašmi, ki sedi na Višnuju.
- Čhinamasta: - tempelj, posvečen Chhinnamasti Devi, ki si je sam odsekal glavo, ponudil lastno kri, da bi nahranil lačne Dakine in Varnini.
- Višvorup: - kamnita skulptura iz 7. stoletja - lepo izrezljana, ki prikazuje prizor iz Bhagwat Gite, v katerem Krišna izraža svojo univerzalno obliko svojemu bhakti Arjunu.
- Višnu Vikrant: - kip Trivikrama Višnuja iz 7. stoletja, ki prikazuje prizor popularnega hindujskega mita Višnuja in njegove ljubljene Bali Raja.
- Narasimha: - skulptura Narasimhe iz 7. stoletja, inkarnacija Višnuja, ki je ubila demonskega kralja Hiranyakasyapo, da bi rešila svojega ljubljenega bhakta Prahalada.
- Kilešwor: - majhni dvonadstropni templji Šive, za katere se verjame, da so se pojavili na tem mestu zaradi zaščite hriba.

Glavno podobo v svetišču častijo hindujci kot Garuda Narajan in budisti kot Hariharihari Vahan Lokešvara. Samo duhovniki lahko vidijo podobo.

## Informacijski center
Ob vhodu v vas Čangu je informacijski center. Izdajajo vstopnice za turiste. Informacijski center ima javno stranišče. Turistom so na voljo tudi objekti za pitno vodo. Toda naprave za pitno vodo niso bile ustrezno urejene. Na voljo je samo neposredna voda iz pipe. Po besedah Binaje Raj Shresthe, lastnika muzeja Čagu in člana upravnega odbora templja, Čangu obišče povprečno 150 obiskovalcev na dan.

## Muzej Changu
Na poti v tempelj je tudi zasebni muzej. Binaja Raj Šrestha (Binaya Raj Shrestha), lastnik muzeja, pravi, da je to prvi zasebni muzej v Nepalu, ki ima zbirko starih kovancev, orodij, umetnosti in arhitekture. Obstaja odlična zbirka antičnih, zgodovinskih, umetniških, verskih, arheoloških, kulturnih in drugih redkih predmetov. Muzej ima dobro zbirko starih orodij, ki jih je v srednjem veku uporabljala družba Nevarcev. Ustanovljen je bil leta 2000 z dovoljenjem občine Changu Narayana. V povprečju ga v enem dnevu obišče 30 do 50 tujcev na dan. 

## Etnografski muzej
V bližini templja je etnografski muzej, ki vključuje predmete in fotografije, ki jih je zbrala Judith Conant Chase. Amatja Satal je bila hiša za počitek, ki jo je ustanovila Patanova družina Amatya za pripravo ritualov in praznikov za pravice prehoda in letne priložnosti. Muzej živih tradicij je bil tu ustanovljen leta 2011 na podlagi dogovora z Oddelkom za arheologijo in Guthi Sansthan ter odprt leta 2012. Muzej živih tradicij je ustanovil galerijo v Amatya Sattalu, da bi prikazal umetniške in kulturne tradicije različnih kulturnih skupin znotraj štirih primarnih regij Nepala. Dodali so sončni električni sistem in okno za povečanje osvetlitve na najvišjem nivoju. Muzej je trenutno v fazi rekonstrukcije po potresu leta 2015.

## Festivali in sejmi
Od antičnega obdobja so bili organizirani številni festivali in sejmi ob različnih priložnostih. Eden glavnih festivalov Changu se imenuje Changu Narayan Jatra. Festival 'Mahašanan' je tu potekal kot pomemben festival. Na dan 'Jugadi Navami' in 'Haribodhini Ekadaši' poteka posebna puja. Dnevni puja in aarati potekajo v templju. Ob družinskih obredih, kot so rojstni dan, zakonska zveza, itd., je posebna puja v templju.

## Upravljanje
Tempelj Čangu Narajan je na seznamu Unescove svetovne dediščine. Dragocena kamnita skulptura in antični napisi imajo arheološki, zgodovinski in kulturni pomen. Občina Čangu Narajan je ustanovila odbor, imenovan Changu Narayan Temple Management Committee, ki je odgovorno telo za zaščito, ohranjanje in upravljanje. Podobno je tudi oddelek za arheologijo in upravni urad palače Bhaktapur zagotovil pomoč pri ohranjanju in vzdrževanju templja. Številni lokalni mladinski klubi so vključeni v upravljanje festivalov, organizirajo programe ozaveščanja v in okoli templja.

## Grožnje / izzivi
Reko Manohara že dolgo uporabljajo za divje pridobivanje peska in kamenja. Lokalna uprava ni uspela nadzorovati rudarskih dejavnosti. Zaradi tega je tempeljsko območje postalo nagnjeno k zemeljskim plazovom. Zaradi prekomerne paše v bližnjem gozdu so možnosti erozije tal in plazov zelo visoke.
Obstaja izziv glede varnosti edinstvenih skulptur. Tudi tempelj postaja starejši, zato je potrebna prenova. Turistično informacijski center ni bil ustrezno urejen in niso dobro vodili turistov. Muzej ne izdaja kart po plačilu nepalskih obiskovalcev. Čeprav je Čangu le 12 km vzhodno od Katmanduja, avtobusni prevoz še vedno manjka, kar pomeni, da na novo zgrajena cesta v Čangu ni uspela pritegniti večjega števila turistov. Ni tudi dobrih restavracij in hotelov za turiste, da bi ostali.

## Galerija
- Tempelj Čangu Narajan
- Vhod na zahodni strani
- Kip Višnuja, v ozadju tempelj Badešwar Mahadev
- Manjši tempelj pred Višnujevim templjem
- Višnu na gori Garudi, ptica (pol človek, pol jastreb) na dvorišču templja Čangu Narajana Garuda, predstavlja hermetične besede Vede

## Po potresu 2015
- Muzej
- Zahodna stran templja
- kamnita pipa Čagunarajan